# Relaciones Estados Unidos-República de China
Las relaciones Estados Unidos-República de China son las relaciones diplomáticas entre Estados Unidos y la República de China (Taiwán). La relación bilateral entre los dos estados es el tema de relaciones China-Estados Unidos antes de que el gobierno liderado por el Kuomintang (Partido Nacionalista Chino) retirado a Taiwán y sus islas vecinas como resultado de la guerra civil china.
Luego de que Estados Unidos normalizó las relaciones diplomáticas con el gobierno de Beijing bajo el Partido Comunista de China en 1979, las relaciones entre Taiwán y Estados Unidos se volvieron no oficiales e informales. Hasta el 16 de marzo de 2018, las relaciones informales entre los dos estados se regían por los Estados Unidos Ley de Relaciones de Taiwán, que permite a los Estados Unidos tener relaciones con las "personas en Taiwán" y su gobierno, cuyo nombre no se específica. Las relaciones entre EE. UU. y Taiwán se basaron también informalmente en "Seis garantías" en respuesta al tercer comunicado sobre el establecimiento de las relaciones China-Estados Unidos. Tras la aprobación de la Ley de viajes de Taiwán por el Congreso de los Estados Unidos el 16 de marzo de 2018, las relaciones entre los Estados Unidos y Taiwán han evolucionado a nivel oficial y de alto nivel.
Las relaciones oficiales entre los Estados Unidos y la dinastía Qing comenzaron el 16 de junio de 1844. La política de ambigüedad deliberada de la política exterior de los Estados Unidos hacia la República de China es importante para estabilizar las relaciones a través del Estrecho y para ayudar a la República de China (ROC) frente a una invasión por la República Popular de China de ser posible, mientras que una política de claridad estratégica en Taiwán probablemente induciría la oposición de la República Popular China y desafiaría la legitimidad de los Estados Unidos en el este de Asia o más allá.

## Líderes
Líderes de Taiwán y Estados Unidos desde 1950:

## Historia

### Taiwán bajo Qing y el gobierno japonés (Pre–1945)

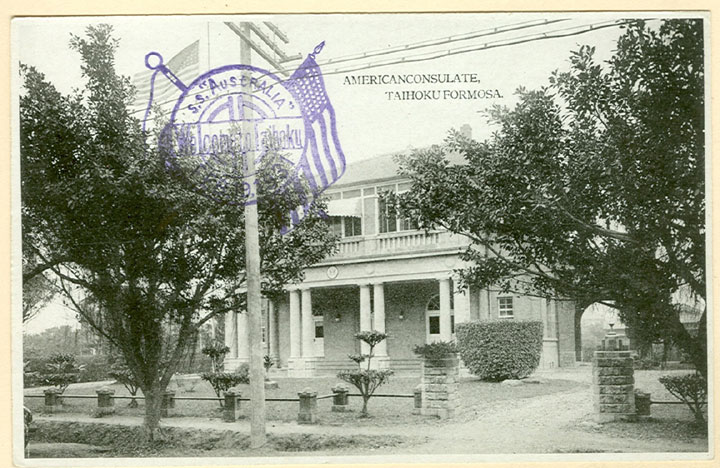
Consulado de los Estados Unidos en Taihoku, Formosa

Dos diplomáticos estadounidenses en la década de 1850 sugirieron a Washington que los EE. UU. deberían obtener la isla de Taiwán de China, pero la idea fue rechazada. Los aborígenes en Taiwán a menudo atacaban y masacraban a los marineros occidentales de los náufragos, y los diplomáticos estadounidenses trataron de ayudarlos. En 1867, durante el incidente Rover, aborígenes taiwaneses atacaron a los náufragos estadounidenses, matando a toda la tripulación. Posteriormente, se enfrentaron y derrotaron a una represalia por el ejército estadounidense y mataron a otro estadounidense durante la batalla.
En la era japonesa, Estados Unidos también hospedó un Consulado en Taihoku, Formosa (hoy Taipéi) desde 1913. El consulado se cerró en 1941 debido a la declaración de guerra de los Estados Unidos contra Japón. El sitio ahora está protegido como el Ex Consulado Estadounidense en Taipéi.

### República de China en Taiwán

#### Pekín y la era nacionalista
En 1784, los Estados Unidos intentaron enviar un cónsul a China, pero esto fue rechazado por el gobierno chino. Las relaciones oficiales comenzaron el 16 de junio de 1844 bajo la presidencia John Tyler. que lleva a 1845  Tratado de Wangxia.
Como Taiwán estaba bajo control japonés, luego de la Revolución Xinhai en 1911, que derrocó a la Dinastía Qing, la Presidencia de William Taft reconoció a la República de China (ROC), el gobierno es el único y legítimo gobierno de China a pesar de que varios gobiernos se disputaban varias partes de China. China fue reunificada por el régimen del Kuomintang (KMT) en 1928. El primer ganador del Premio Nobel de Literatura  para escribir sobre China era un estadounidense, nacido en los Estados Unidos pero criado en China, Pearl S. Buck, cuya conferencia del Nobel de 1938 se tituló "La novela china".
Durante la Guerra del Pacífico, los Estados Unidos y China fueron aliados contra Japón. En octubre de 1945, un mes después de la Rendición de Japón, representantes de Chiang Kai-shek, en nombre de  Poderes Aliados, fueron enviados a Formosa para aceptar la rendición de las  tropas japonesas. Sin embargo, durante el período de la década de 1940, el  gobierno de los Estados Unidos no reconoció que Taiwán alguna vez se había incorporado al territorio nacional chino.  Chiang continuó desconfiando de los motivos de América.

### Retiro a Taiwán

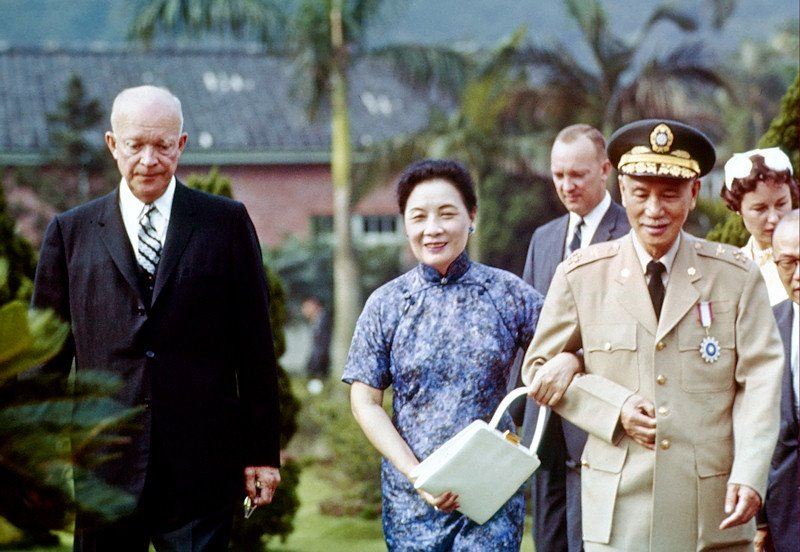
Eisenhower, Soong Mei-ling, y Presidente chino Chiang Kai-shek en Taiwán. 1960.

A medida que la guerra de Corea estalló, la  administración Truman reanudó la ayuda económica y militar a la República de China en Taiwán y neutralizó el Estrecho de Taiwán por la Séptima Flota de los Estados Unidos para detener una invasión comunista de Formosa (así como una potencial invasión de Kuomintang al continente). La presencia militar de EE. UU. En Taiwán consistió en el Grupo Asesor de Asistencia Militar (MAAG) y el Comando de Defensa de Taiwán de los Estados Unidos (USTDC). Otras unidades notables incluyen la 327a División de Aire. Hasta que EE. UU. reconoció formalmente a la República Popular China en 1979, Washington otorgó subvenciones financieras a la República de China basadas en la Ley de Asistencia Extranjera, Ley de Seguridad Mutua y Ley de Desarrollo Internacional promulgada por el Congreso de los Estados Unidos. En 1954 se firmó un Tratado de Defensa Mutua entre Washington y Taipéi por separado entre los dos gobiernos de EE. UU. Y ROC y duró hasta 1979.
La posición oficial del Departamento de Estado de los Estados Unidos en 1959 fue:
Que la capital provisional de la República de China ha estado en Taipéi, Taiwán (Formosa) desde diciembre de 1949; que el Gobierno de la República de China ejerce autoridad sobre la isla; que la soberanía de Formosa no ha sido transferida a China; y que Formosa no es parte de China como país, al menos no todavía, y no hasta entonces, y a menos que se establezcan tratados apropiados en el futuro. Se puede decir que Formosa es un territorio o un área ocupada y administrada por el Gobierno de la República de China, pero no se reconoce oficialmente como parte de la República de China ".

#### Desde 1979

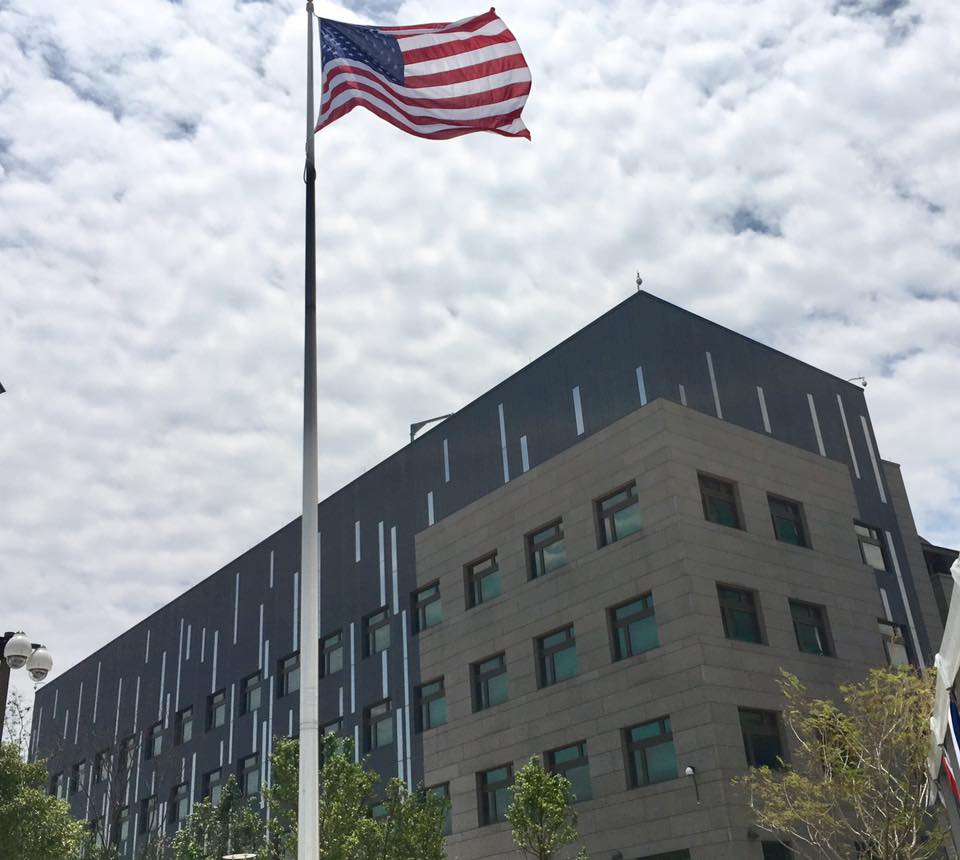
Estados Unidos oficina de representación en Taipéi, Taiwán

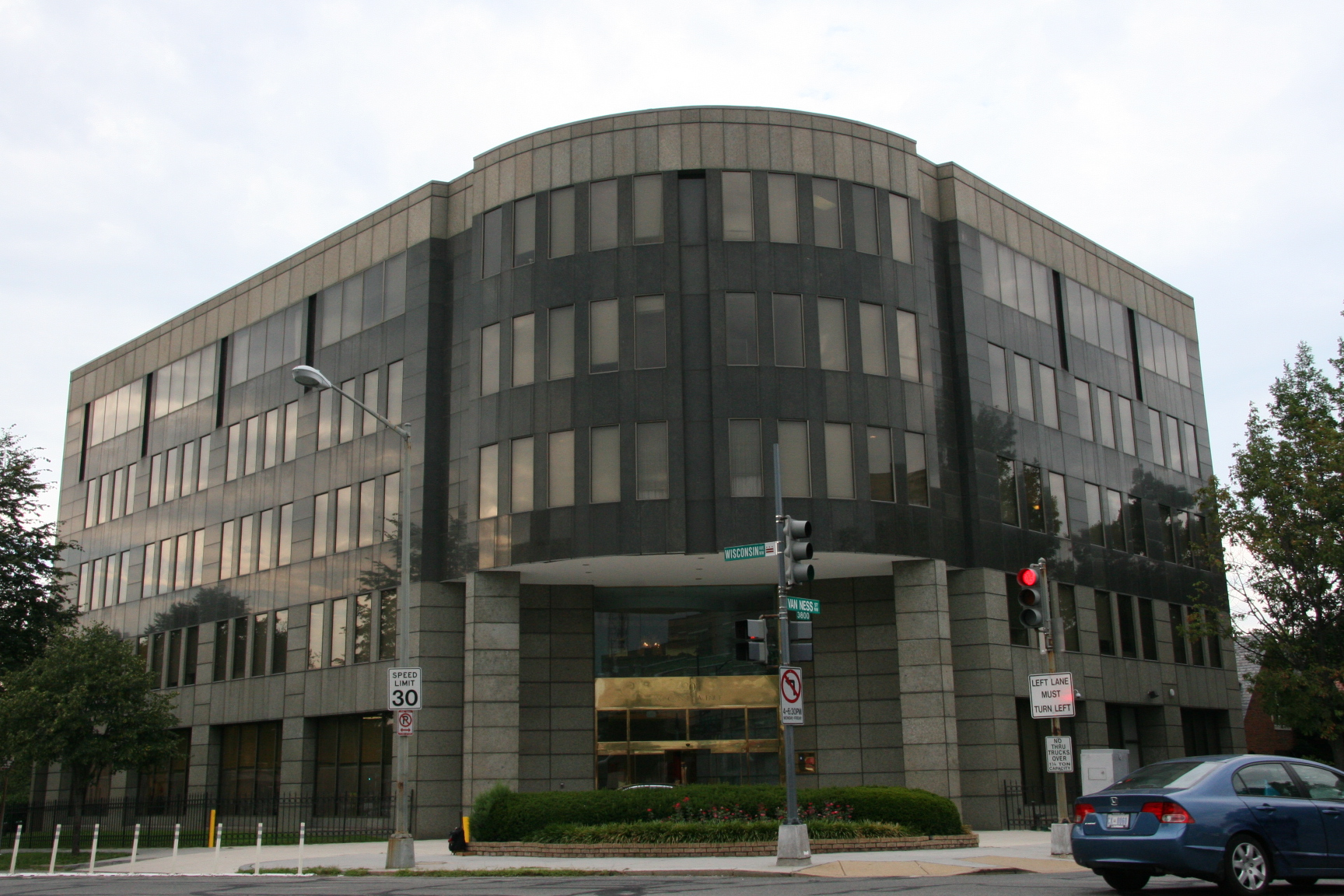
Representación de Taiwán en Washington D. C., Estados Unidos

En el apogeo de la división chino-soviética, y al comienzo de la reforma y apertura de la República Popular de China, los Estados Unidos cambiaron estratégicamente el reconocimiento diplomático de la República de China (ROC) al República Popular China (PRC) el 1 de enero de 1979 para contrarrestar las influencias políticas y las amenazas militares de la Unión Soviética. La Embajada de EE. UU. en Taipéi se 'migró' a Pekín y se cerró la Embajada de Taiwán en EE. UU. Tras la terminación de las relaciones diplomáticas, los Estados Unidos terminaron su Tratado de Defensa Mutua con Taiwán el 1 de enero de 1980.
El 10 de abril de 1979, el presidente de los Estados Unidos Jimmy Carter promulgó la Ley Ley de Relaciones de Taiwán (TRA), que creó la autoridad legal nacional para la conducción de relaciones no oficiales con Taiwán. La interacción comercial, cultural y de otro tipo con la gente de Taiwán se facilita a través del Instituto Americano de Taiwán (AIT), una corporación privada sin fines de lucro. El Instituto tiene su sede en el área de Washington D. C. y tiene oficinas en Taipéi y Kaohsiung. Está autorizado para emitir visas, aceptar solicitudes de pasaportes y brindar asistencia a los ciudadanos estadounidenses en Taiwán. Taiwán ha establecido una organización de contraparte, la Oficina de Representación Económica y Cultural de Taipéi en los Estados Unidos (TECRO). Tiene su sede en Taipéi, la sucursal representativa en Washington D. C., y otras 11 Oficinas Económicas y Culturales de Taipéi (TECO) en Estados Unidos Continental y Guam. La Ley de Relaciones con Taiwán (TRA) continúa brindando la base legal para la relación no oficial entre los EE. UU. y Taiwán, y consagra el compromiso de EE. UU. de ayudar a Taiwán a mantener su capacidad defensiva.
En julio de 2002, el ministro de Justicia Chen Ding-nan (陳定南) se convirtió en el primer funcionario del gobierno de Taiwán en ser invitado a la Casa Blanca después de que los Estados Unidos habían dejado de reconocer a Taiwán.
Después del des-reconocimiento, los Estados Unidos todavía mantienen relaciones diplomáticas no oficiales con Taiwán a través de la Oficina de Representación Económica y Cultural de Taipéi; el jefe actual de TECRO en Washington D. C. es Stanley Kao. El Instituto Americano en Taiwán, una [sede sin fines de lucro] del instituto en el territorio de los EE. UU. Según las leyes del Distrito de Columbia en Condado de Arlington, Virginia y sirve como semi - Representación oficial de EE. UU. a nivel de trabajo y AIT tiene sucursales en Taipéi y Kaohsiung. El presidente de AIT es Raymond Burghardt. Christopher J. Marut fue designado para ser el nuevo Director de la Oficina de AIT Taipei en agosto de 2012. Con la falta de reconocimiento diplomático, en el estado actual, las relaciones entre Taiwán y Estados Unidos están formalmente guiadas por el servicio de promulgación de un proyecto de ley Ley de Relaciones de Taiwán por el Congreso de los Estados Unidos para la continuación de Taiwán Relaciones con los Estados Unidos después de 1979. En 2013, el Congreso de los Estados Unidos planteó y aprobó la Ley de Política de Taiwán de 2013 en [Comité de Asuntos Exteriores de la Cámara de Representantes] para actualizar la condición de las relaciones entre los Estados Unidos y Taiwán. En 2015  Kin Moy fue nombrado Director del AIT.
Los lazos comerciales de EE. UU. Con Taiwán se han mantenido y se han ampliado desde 1979. Taiwán sigue gozando de la financiación de  Export-Import Bank, Overseas Private Investment Corporation garantías, relaciones comerciales normales Estado (NTR) y acceso inmediato a los mercados de EE. UU. En los últimos años, los tratos comerciales de AIT con Taiwán se han centrado en ampliar el acceso a los mercados de bienes y servicios estadounidenses. AIT ha participado en una serie de discusiones comerciales, que se han centrado en los problemas de derechos de autor y el acceso al mercado para los bienes y servicios de los Estados Unidos.
El 16 de diciembre de 2015, la administración de Obama anunció un acuerdo para vender $ 1,83 mil millones en armas a las Fuerzas Armadas de Taiwán, un año y ocho meses después de la Cámara de Representantes de los Estados Unidos aprobó la Ley de Relaciones con Taiwán y la Ley de Transferencia de Embarcaciones Navales de 2014 para permitir la venta de   Fragata de clase Perry Oliver  - Fragata de clase a Taiwán. El acuerdo incluiría la venta de dos desempleados de las fragatas de la Marina de los Estados Unidos, misil antitanque s, Vehículo anfibio de asalto s, y Stinger FIM-92 misil tierra-aire s, en medio de disputas territoriales en el Mar de China Meridional. El Ministerio de Relaciones Exteriores de la República Popular de China expresó su desaprobación por las ventas y emitió una "advertencia severa" a los Estados Unidos, diciendo que perjudicaría las relaciones China-Estados Unidos.
Un nuevo compuesto de $ 250 millones para el Instituto Americano de Taiwán se presentó en junio de 2018, acompañado por una delegación estadounidense "discreta". Las autoridades chinas estimaron esta acción como una violación de la declaración de política de "una China" y afirmaron que los Estados Unidos detuvieron cualquier relación con Taiwán sin la aprobación de China.
En septiembre de 2018, los Estados Unidos aprobaron la venta de $ 330 millones en piezas de repuesto y otros equipos para sostener a la Fuerza Aérea de la República de China.

## Problemas notables

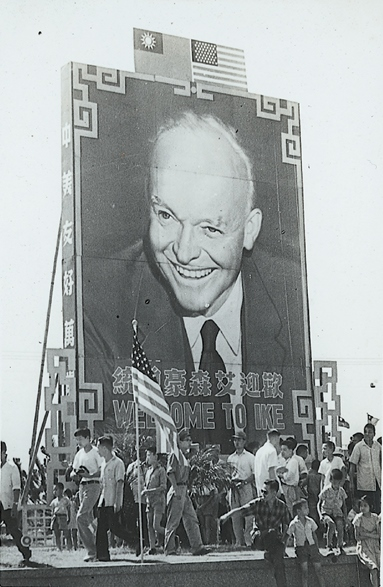
Taiwán da la bienvenida al presidente de los Estados Unidos Dwight D. Eisenhower en 1960.

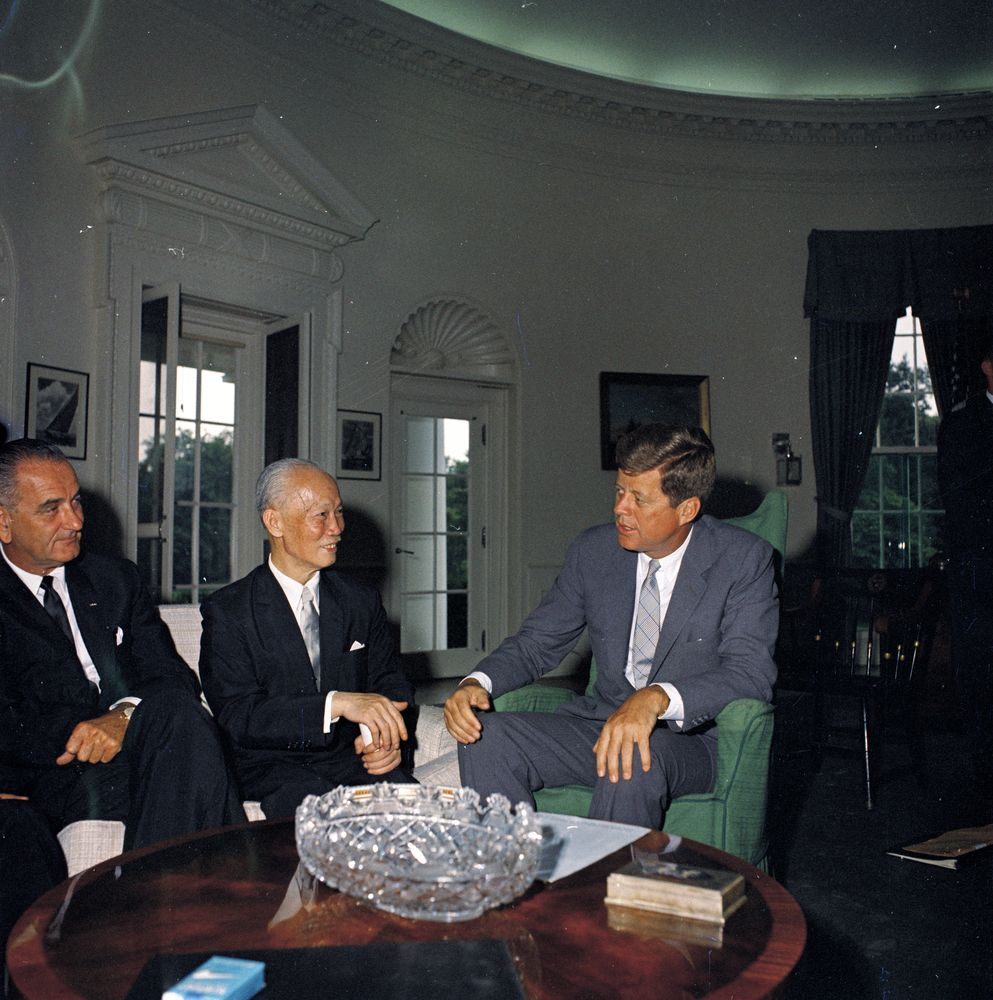
El presidente John F. Kennedy y el vicepresidente Lyndon Johnson se reúnen con Chen Cheng, vicepresidente de la República de China, 31 de julio de 1961.

En 1949, cuando las tropas de Chiang Kai-shek llegaron a la isla de Taiwán al final de la guerra civil china, Washington continuó reconociendo a la "República de China" de Chiang como el gobierno de toda China. A fines de 1978, Washington anunció que rompería las relaciones con el gobierno en Taipéi y reconocería formalmente a la República Popular China (RPC) como el "único gobierno legal de China". Sin embargo, en 1982 la administración Republicana de Ronald Reagan ofreció garantías específicas a Taiwán de que EE. UU. no aceptó el reclamo de la RPC de soberanía sobre la isla.
El mantenimiento de relaciones diplomáticas con la RPC ha sido reconocido en interés a largo plazo de EE. UU.; sin embargo, mantener relaciones sólidas y no oficiales con Taiwán también es un objetivo importante para los estadounidenses. La política de "una sola China" no significa que Estados Unidos reconozca, ni esté de acuerdo con las afirmaciones de Beijing sobre la soberanía sobre Taiwán. El Departamento de Estado de los EE. UU., en su hoja de datos de Relaciones con Taiwán afirma que «EE. UU. y Taiwán disfrutan de una sólida relación no oficial». La posición de los Estados Unidos sobre Taiwán se refleja en las Seis Garantías, los Tres Comunicados y la Ley de relaciones con Taiwán.
De acuerdo con su política de China, EE. UU. No apoya "de jure" la independencia de Taiwán, pero sí apoya la membresía de Taiwán en organizaciones internacionales como el Foro de Cooperación Económica Asia-Pacífico, la Organización Mundial del Comercio, y el Banco Asiático de Desarrollo, donde ser un Estado no es un requisito para ser miembro. Además, los EE. UU. Apoyan las oportunidades adecuadas para que la voz de Taiwán se escuche en organizaciones donde no es posible su membresía. Así, en 2013 el presidente de los Estados Unidos, Barack Obama, promulgó la ley H.R. 1151, que codifica el apoyo total del gobierno de los Estados Unidos a la participación de Taiwán en la Organización de Aviación Civil Internacional (OACI) como entidad no soberana.
En diciembre de 2016, el presidente electo de EE. UU. Donald Trump aceptó una llamada de felicitación de la presidenta taiwanesa Tsai Ing-wen, que fue la primera vez desde 1979 que un presidente electo públicamente Habló con un líder de Taiwán. Trump dijo que el llamado se refería a «los estrechos lazos económicos, políticos y de seguridad entre Taiwán y los Estados Unidos». La llamada telefónica fue organizada por Robert Dole, quien actuó como agente extranjero en nombre de Taiwán. El gobierno de la RPC hizo una declaración diciendo que se opone a cualquier movimiento para separar el país, sin mencionar explícitamente la llamada telefónica entre Tsai y Trump. En marzo de 2018, Trump firmó la Ley de viajes de Taiwán, permitiendo el compromiso diplomático de alto nivel entre funcionarios taiwaneses y estadounidenses, y alienta las visitas entre funcionarios gubernamentales de los Estados Unidos y Taiwán en todos los niveles. La legislación provocó indignación de la RPC, y fue aplaudida por Taiwán.
Estados Unidos ha continuado con la venta de equipos militares defensivos a Taiwán de conformidad con la Ley de Relaciones con Taiwán, que establece dichas ventas y que declara que la paz y la estabilidad en el área son de su interés. Las ventas de equipo militar defensivo son consistentes con el Comunicado conjunto EE. UU.- RPC. Sin embargo, la presión de la RPC ha continuado y parece poco probable que Taiwán cuente con submarinos avanzados o aviones de combate. En 2018, el Ejército de Taiwán recibió la comisión oficial de todos sus helicópteros Apache comprados en los EE. UU., a un costo de US$1,94 mil millones, después de haber completado la capacitación de pilotos necesaria y la verificación de la capacidad de combate de la flota. La presidente Tsai dijo que había sido «un hito importante» en el cumplimiento de la estrategia de «disuasión múltiple» de la isla para contrarrestar una invasión y resistir la presión de Beijing con el apoyo de Washington.
Taiwán ha indicado que está dispuesto a albergar radares que se vincularán al sistema de defensa nacional de misiles estadounidense, pero no está dispuesto a pagar por cualquier exceso de costos en los sistemas.
| Seis Garantías: principios clave de la política exterior de los EE. UU. con respecto a las relaciones con la República de China. |
| --- |
| La Cámara de Representantes de los Estados Unidos aprobó la siguiente resolución concurrente el 16 de mayo de 2016, dando la primera redacción formal para las Seis Garantías al adoptar más o menos directamente cómo expresó el ex Subsecretario de Estado para Asuntos de Asia Oriental y el Pacífico John H. Holdridge en 1982 (que fue entregado al presidente de la República de China, Chiang Ching-kuo, por el entonces director del Instituto Americano en Taiwán, James R. Lilley): - “* * * [N]o acordamos fijar una fecha cierta para poner fin a la venta de armas a Taiwán”; - “* * * [N]os vemos un papel de mediación para los Estados Unidos” entre Taiwán y la República Popular China; - “* * *[N]o intentaremos ejercer presión sobre Taiwán para que inicie negociaciones con la República Popular China”; - “* * * [N]o ha habido cambios en nuestra posición de larga data sobre el tema de la soberanía sobre Taiwán”; - “No tenemos planes de buscar” revisiones a la Ley de Relaciones con Taiwán; y - El Comunicado del 17 de agosto “no debe interpretarse como que implica que hemos acordado entablar consultas previas con Beijing sobre la venta de armas a Taiwán”. Una resolución similar fue aprobada por el Senado el 6 de julio de 2016. En la primera versión, que fue presentada al Congreso por el representante Steve Chabot el 28 de octubre de 2015, se propuso que las Seis Garantías fueran: - Estados Unidos no fijó una fecha para la terminación de las ventas de armas a Taiwán; - Estados Unidos no alteraría los términos de la Ley de Relaciones con Taiwán; - Estados Unidos no consultaría con China por adelantado antes de tomar decisiones sobre la venta de armas de Estados Unidos a Taiwán; - Estados Unidos no mediaría entre Taiwán y China; - Estados Unidos no cambiaría su posición sobre la soberanía de Taiwán, que era que los propios chinos debían decidir pacíficamente la cuestión, y no presionaría a Taiwán para que iniciara negociaciones con China; y - Estados Unidos no reconocería formalmente la soberanía china sobre Taiwán. Cables desclasificados, enviados en 1982 desde el Departamento de Estado, detallan las Seis Garantías: - Estados Unidos no ha acordado fijar una fecha para poner fin a la venta de armas a Taiwán. - Estados Unidos no ha accedido a consultar con la República Popular China sobre la venta de armas a Taiwán. - Estados Unidos no desempeñará un papel de mediador entre Taipéi y Beijing. - Estados Unidos no ha accedido a revisar la Ley de Relaciones con Taiwán. - Estados Unidos no ha cambiado su posición con respecto a la soberanía sobre Taiwán. - Estados Unidos no ejercerá presión sobre Taiwán para que inicie negociaciones con la República Popular China. |